# 三角心系列
三角心（とらいあんぐるハート、Triangle Hearts）系列是日本ivory制作、JANIS发售的成人向美少女恋爱游戏系列作品，简称“とらハ”、“TH”。全系列作品的人物设计与剧本均由都築真紀担当。1998年至2002年共有本篇作品3部、Fan disc作品2部以及合集『DVD EDITION』发售，并且存在相当数量的関連作品。
《三角心》首部遊戲於1998年12月發行。

## 遊戲
系列中的各作品详细请参照以下各项目。本系列的派生作品·TV作品以及相关作品，参照魔法少女奈叶。广播剧CD·音乐CD相关，参照三角心'S サウンドステージ。
- 三角心（とらいあんぐるハート）：1998年12月18日發售。
- 三角心2 涟漪女子宿舍（とらいあんぐるハート2 さざなみ女子寮）：1999年7月30日發售。
- 三角心 爱之玩具箱（とらいあんぐるハート ラブラブおもちゃ箱）：2000年2月25日發售。
- 三角心3 ～Sweet Songs Forever～（とらいあんぐるハート3 〜Sweet Songs Forever〜）：2000年12月8日發售。
- 三角心3 莉莉卡露玩具箱（とらいあんぐるハート3 リリカルおもちゃ箱）：2001年6月29日發售。
- 三角心1·2·3 DVD EDITION（とらいあんぐるハート1・2・3 DVD EDITION）：2002年6月14日發售。

## OVA
とらいあんぐるハート さざなみ女子寮
| 話數 | 標題              | 發售日        |
| ---- | ----------------- | ------------- |
| 1    | 〜春のさざなみ〜  | 2000年8月28日 |
| 2    | 〜夏のゆうひ〜    | 2001年1月12日 |
| 3    | 〜風薫る、秋〜    | 2001年8月24日 |
| 4    | 〜冬の誓い〜 前編 | 2002年1月11日 |
| 5    | 〜冬の誓い〜 後編 | 2002年4月26日 |

とらいあんぐるハート 〜Sweet Songs Forever〜
| 話數 | 發售日         |
| ---- | -------------- |
| 1    | 2003年7月24日  |
| 2    | 2003年8月27日  |
| 3    | 2003年11月27日 |
| 4    | 2003年12月26日 |